# راسل واتسون
راسل واتسون (انگلیسی: Russell Watson؛ زاده ۲۳ نوامبر ۱۹۶۶) یک موسیقی‌دان است.